# Dobrovoljc
Dobrovoljc je priimek v Sloveniji, ki ga je po podatkih Statističnega urada Republike Slovenije na dan 1. januarja 2010  uporabljalo 142 oseb in je med vsemi priimki po pogostosti uporabe uvrščen na 3.156. mesto.

## Znani nosilci priimka
- Alojzij (Lojze) Dobrovoljc (1911—20??), župnik v Ribnici (1949-82)
- Anton Dobrovoljc (*1944), duhovnik, župnik
- France Dobrovoljc (1907—1995), literarni zgodovinar, slovenist, bibliograf, bibliotekar, leksikograf
- Gaber Dobrovoljc (*1993), nogometaš
- Helena Dobrovoljc (*1971), jezikoslovka, slovenistka
- Kaja Dobrovoljc, jezikoslovka
- Lojze Dobrovoljc, mdr. direktor Kliničnih bolnišnic v Lj
- Polona Dobrovoljc, športna plezalka
- Roman Dobrovoljc (*1937), farmacevt
- Vid Dobrovoljc (*2000), šahist